# Scherocumella pilgrimi
Scherocumella pilgrimi är en kräftdjursart som först beskrevs av Jones 1963.  Scherocumella pilgrimi ingår i släktet Scherocumella och familjen Nannastacidae. Artens utbredningsområde är i Lyttelton Harbour i Nya Zeeland. Inga underarter finns listade i Catalogue of Life.